# Via-GTI
La Générale de Transport et d'Industrie (G.T.I), également nommée Via-GTI, en référence à sa marque Via, est une société de transport de voyageurs, issue en 1971 de la fusion de la Société des transports automobiles (STA) et de sa filiale, la Société générale des transports départementaux (SGTD).
Elle était présente sur les trajets interurbains (transport public départemental ou voyages touristiques) via sa branche Transcar (renommée Via voyages en 1980), et sur les réseaux de transports urbain, renommée Via Transexel lors de la reprise de Transexel en 1981.
En 1995, Via-GTI passe sous le contrôle de Paribas Affaires Industrielles. Après son rachat par la SNCF en 1999, elle fusionne en 2001 avec Cariane pour créer Keolis. Au moment de la fusion, elle était présente dans 89 villes et 47 départements, et possédait environ 150 filiales.

## Filiales interurbaines
Lors de la création de Keolis, une partie des filiales interurbaines de Via-GTI sont passées chez Veolia Transport.
- Aérial
- Aérolignes
- ATCRB
- Autocars Léon Bolle
- Autocars Mayan
- Cabaro
- Calvados Transports et Services
- Cars Charvis
- Cars de Camargue
- Cars Gindrat
- Cars Roques
- CIF (Courriers de l'Île-de-France), devenu Keolis CIF
- CSO (Courriers de Seine-et-Oise)
- Citram (Compagnie de l'industrie et des transports automobiles de Matha)
  - Aquitaine
  - Littoral
  - Poitou-Charentes
  - Pyrénées
  - Tourisme
- CNA (Compagnie Normande d'Autobus)
- Comett
- Courriers Beaucerons
- Courriers Bretons
- Courriers de la Garonne
- Courriers du Cotentin
- Courriers du Midi
- Courriers Mosellans
- Esterel Cars
- IFT (Île-de-France Tourisme)
- Interhône-Alpes
- Jeannerot Franche-Comté
- Pansart Voyages
- Rapides de la Meuse
- Société des Transports Robert
- SODETRAV (Société départementale des transports du Var)
- ST2L - Westeel Voyages
- STDM
- TDI
- TLC (Transports du Loir-et Cher)
- Transaude
- Transports Caron
- Transports d'Eure-et-Loir
- TVO (Transports du Val-d'Oise), devenu Transdev TVO

## Réseaux urbains
- Boulogne-sur-Mer
- Brest
- Blois (TUB)
- Colmar
- Dinan (Dinan Bus)[2]
- Dijon (STRD)
- Laval (TUL)
- Libourne (STL)
- Lille (TCC)
- Lyon (SLTC)
- Montbéliard (CTPM)
- Narbonne
- Nîmes (TCN)
- Pau (STAP)
- Quimper (CTUAQ)
- Tours (SEMITRAT)